# Nhài
Nhài, phương ngữ miền Nam gọi là lài (danh pháp khoa học: Jasminum sambac), là một loài thực vật bản địa Nam và Đông Nam Á.
 Lài được trồng ở nhiều nơi, đặc biệt là trên phần lớn Nam và Đông Nam Á. Lài được nhập và trồng ở nhiều khu vực rải rác: Mauritius, Madagascar, Maldives, Đảo Giáng sinh, Chiapas, Trung Mỹ, miền nam Florida, Bahamas, Cuba, Hispaniola, Jamaica, Puerto Rico, và Tiểu Antilles. 
Nó là một loại cây bụi nhỏ có chiều cao 0,5 đến 3 m (1,6 đến 9,8 ft). Nó được trồng để lấy hoa thơm. Những bông hoa cũng được sử dụng để làm nước hoa và ướp trà. Lài là quốc hoa của các nước Philippines (sampaguita), Indonesia, (melati putih), Pakistan và Tunisia.

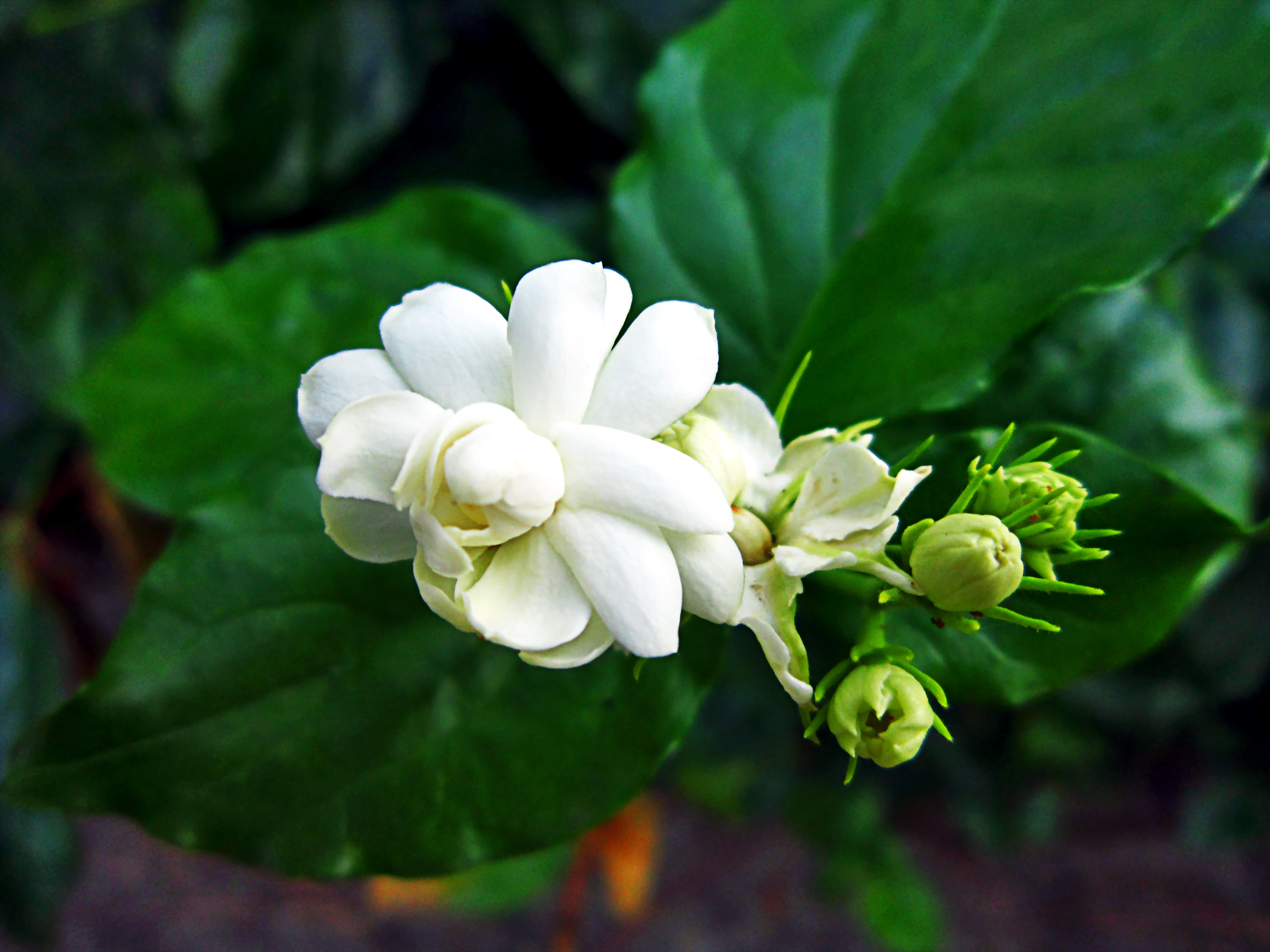
Hoa nhài ở Vĩnh Phúc, Việt Nam